# شب جدایی
شب جدایی آلبوم موسیقی سنتی ایرانی به خوانندگی همایون شجریان و تنظیم مزدا انصاری است که در سال ۱۳۸۹ ساخته شد.

## آهنگ‌ها
1. تصنیف جانا به نگاهی / آهنگساز :مرتضی محجوبی / کلام رهی معیری
2. ساز و آواز شب فراق / تکنواز پیانو: مزدا انصاری / کلام رهی معیری
3. تصنیف بهار عاشق / آهنگساز:روح‌الله خالقی / کلام رهی معیری
4. تصنیف ناز و فتنه گری نام عاشق / آهنگساز: مرتضی محجوبی / کلام رهی معیری
5. تصنیف شب جدایی / آهنگساز: مجید وفادار / کلام رهی معیری
6. تصنیف افسانه عشق / آهنگساز: منوچهر همایون‌پور / کلام پژمان بختیاری
7. تصنیف آتش جاودان / آهنگساز: مرتضی نی‌داوود / کلام پژمان بختیاری

## دیگر عوامل
- طراح گرافیک: مژگان شجریان
- ضبط: ارد انزابی پور / سمیه حبیبیان
- استودیو ضبط: بانگ مهتاب (بم)
- میکس و مسترینگ دیجیتال: ارد انزابی‌پور